# André Wasley
Pour les articles homonymes, voir Wasley.
André Marcel Albert Waslet dit André Wasley, né le 25 mai 1899 à Laon (Aisne) et mort dans la même ville le 9 juillet 1978, est un acteur français.

## Filmographie partielle
- 1945 : Seul dans la nuit de Christian Stengel : l'inspecteur Bernard
- 1945 : Le Roi des resquilleurs de Jean-Devaivre
- 1946 : Fille du diable d'Henri Decoin : le garde-chasse
- 1946 : L'Affaire du collier de la reine de Marcel L'Herbier : Bailli de Suffren
- 1947 : Un flic de Maurice de Canonge : Marcel
- 1947 : Le Père tranquille de René Clément : le voisin en litige avec Édouard Martin
- 1947 : Rendez-vous à Paris de Gilles Grangier : Martinez
- 1949 : Ronde de nuit de François Campaux : le cocher
- 1949 : Bal Cupidon de Marc-Gilbert Sauvajon : Victor
- 1949 : Du Guesclin de Bernard de Latour
- 1950 : Ma pomme de Marc-Gilbert Sauvajon : l'agent
- 1951 : Sous le ciel de Paris de Julien Duvivier : le tonnelier
- 1951 : Identité judiciaire d'Hervé Bromberger
- 1952 : Jeux interdits de René Clément : M. Gouard
- 1952 : Le Jugement de Dieu de Raymond Bernard : le capitaine
- 1952 : Il est minuit, Docteur Schweitzer d'André Haguet
- 1953 : Les Trois Mousquetaires d'André Hunebelle : le capitaine
- 1953 : Minuit quai de Bercy de Christian Stengel : un inspecteur
- 1953 : La Dame aux camélias de Raymond Bernard
- 1953 : La Belle de Cadix de Raymond Bernard
- 1954 : Papa, maman, la bonne et moi de Jean-Paul Le Chanois
- 1954 : Cadet Rousselle d'André Hunebelle
- 1955 : Je suis un sentimental de John Berry : le directeur de la Santé
- 1956 : Gervaise de René Clément : Père Colombe
- 1957 : Les Collégiennes d'André Hunebelle : le père de Marthe